# Mogambo
Mogambo is een Amerikaans-Britse avonturenfilm uit 1953 onder regie van John Ford. Het scenario is gebaseerd op het toneelstuk Red Dust (1931) van de Amerikaanse auteur Wilson Collison. In 1932 werd dit toneelstuk verfilmd als Red Dust; ook met Clark Gable in de hoofdrol.

## Verhaal
De New Yorkse oorlogsweduwe Eloise Kelly reist naar Kenia op uitnodiging van een Indiase maharadja. Bij haar aankomst op het domein van haar oude geliefde Victor Marswell blijkt dat de maharadja al is vertrokken. Omdat ze pas tien dagen later kan terugkeren, gaat ze met Marswell en diens klanten Donald en Linda Nordley op safari. Tijdens de tocht ontstaat een driehoeksverhouding.

## Rolverdeling
| Acteur            | Personage        |
| ----------------- | ---------------- |
| Clark Gable       | Victor Marswell  |
| Ava Gardner       | Eloise Y. Kelly  |
| Grace Kelly       | Linda Nordley    |
| Donald Sinden     | Donald Nordley   |
| Philip Stainton   | John Brown-Pryce |
| Eric Pohlmann     | Leon Boltchak    |
| Laurence Naismith | Schipper         |
| Denis O'Dea       | Josef            |

## Prijzen en nominaties
| Jaar | Prijs         | Categorie                  | Genomineerde(n) | Uitslag     |
| ---- | ------------- | -------------------------- | --------------- | ----------- |
| 1953 | Golden Globes | Beste vrouwelijke bijrol   | Grace Kelly     | Gewonnen    |
| 1953 | BAFTA's       | Beste film                 | John Ford       | Genomineerd |
| 1953 | Oscars        | Beste vrouwelijke hoofdrol | Ava Gardner     | Genomineerd |
| 1953 | Oscars        | Beste vrouwelijke bijrol   | Grace Kelly     | Genomineerd |